# Noseolucanus rugosus
Noseolucanus rugosus is een keversoort uit de familie vliegende herten (Lucanidae). De wetenschappelijke naam van de soort is voor het eerst geldig gepubliceerd in 2000 door Araya & Tanaka.